# Idiops striatipes
Idiops striatipes là một loài nhện trong họ Idiopidae.
Loài này thuộc chi Idiops. Idiops striatipes được William Frederick Purcell miêu tả năm 1908.